# Bajkaji halomsír
A bajkaji halomsír (albán tuma e Bajkajt) bronzkori halomsír Albánia délnyugati részén, Saranda városától légvonalban 9, közúton 15 kilométerre észak–északkeleti irányban, a Kalasa-patak bal partján.

## Régészeti leírása
A modern település melletti dombtetőn tárták fel annak a középső bronzkortól lakott településnek a maradványait, amelynek népességéhez a halomsír tartozott. A településen talált szürkekerámia-maradványok a közeli vajzai és vodhinai népességével rokonítják műveltségüket, de egyes edénytípusok (pl. félkör alakú, széles szájú ivóedények) a korabeli dropulli kultúrával való szorosabb kapcsolatok meglétére is utalnak.
A halomsírt Dhimosten Budina vezetésével tárták fel, az ásatások eredményeit 1971-ben adták közre. A 20 méter átmérőjű és 3 méter magas tumulus 44, kőlapokkal bélelt, földdel fedett sírt foglal magában. A korabeli népesség jellemzően elhantolta halottait, de 7 esetben hamvasztásos temetésre került sor. Bár a sírmellékletek viszonylag szegényesek, a sírokból előkerült protogeometrikus importkerámiák igazolják, hogy a sírhalom a bronzkor végén, az i. e. 11. században már használatban volt, albán régészek feltételezése szerint azonban a legkorábbi sír keletkezése a középső bronzkorra tehető (kb. i. e. 19–18. század). Az utolsó temetésre a sírmellékletek, főként bronztárgyak tipológiai vizsgálata alapján a kora vaskorban, az i. e. 1. millennium elején kerülhetett sor.